# Coada Iazului, Sîngerei
Coada Iazului este un sat din cadrul comunei Bilicenii Vechi din raionul Sîngerei, Republica Moldova.

## Demografie
Conform recensământului populației din 2004, satul Coada Iazului avea 423 locuitori: 224 ucraineni, 181 moldoveni/români, 14 ruși, 3 polonezi și 1 persoană cu etnie nedeclarată.